# Anyone Here Been Raped and Speaks English?
Anyone Here Been Raped and Speaks English?: A Foreign Correspondent's Life Behind the Lines (en español: «¿Alguien aquí ha sido violado/a y habla inglés?: La vida detrás de las líneas de un corresponsal extranjero») es un libro de memorias de 1978 del periodista y corresponsal de guerra británico Edward Behr.

## Historia
La cita titular se atribuye a un reportero de televisión de la BBC que gritó esas palabras a un grupo de monjas belgas que habían sido trasladadas en avión desde Stanleyville durante la Crisis del Congo en 1964. La anécdota se cita a menudo como un ejemplo de la insensibilidad de los periodistas que persiguen una historia y se ha descrito como «el patrón oro de la insensibilidad periodística». El humor negro y el impactante título del libro resaltan el interés de los periodistas por las historias de víctimas y sobrevivientes de violencia que tienen un peso emocional y ejemplifican las preguntas intrusivas e insensibles que a veces se hacen a los sujetos de una historia para captar la atención y la curiosidad morbosa de sus lectores y espectadores. La línea se ha utilizado ampliamente en debates sobre ética y periodismo y para resaltar la falta de información o el borrado de eventos de la cobertura y el discurso de los medios internacionales, a menos que puedan expresarse en inglés. El libro cubre las experiencias de Behr cubriendo el conflicto en Asia y África en las décadas de 1960 y 1970 y como parte de un grupo de periodistas que llamó Maghreb Circus.

## Lanzamiento y recepción
El libro fue publicado por Viking Press en Nueva York en 1978 y por Hamish Hamilton en Londres. Su editor estadounidense obligó a Behr a cambiar el título a Bearings: A Foreign Correspondent's Life Behind the Lines («Aspectos: La vida detrás de las líneas de un corresponsal extranjero»), lo que sin embargo afectó las ventas y Behr volvió al título original en ediciones posteriores que registraron grandes ventas. Ha sido descrito como bien escrito y divertido y como uno de los mejores libros sobre periodismo.

## En la cultura popular
Christopher Hitchens en sus memorias describió el lema del corresponsal extranjero en el periódico Daily Express como «¿Alguien aquí ha sido violado/a y habla inglés?».